# Takis
Takis, né le 29 octobre 1925 à Athènes en Grèce, sous le nom de Panayótis Vassilákis (en grec moderne : Παναγιώτης Βασιλάκης) et mort le 9 août 2019 dans la même ville,, est un sculpteur grec, agissant principalement dans le domaine de l'art cinétique.

## Biographie
Artiste autodidacte, Takis crée ses premières sculptures en 1946. À partir de 1953, il vit à Londres et Paris, et voyage à travers l'Europe et les États-Unis.
En 1955, il crée ses premiers Signaux, cordes de piano vibrant grâce au vent,. À partir de 1955, il étudie l'art cinétique.
Son travail s'inspire des éléments de la nature l'entourant pour proposer une réflexion sur l'espace et les matières. 
Considéré comme l'un des plus éminents sculpteurs contemporains en Grèce, avec Pavlos Dionyssopoulos, Takis meurt à l'âge de 93 ans.

## Œuvres
- 1955 : Signaux
- 1957 : Signaux Feux d'artifice
- 1959 : Télésculpture
- 1965 : Sculptures musicales
- 1966 : Cadrans
- 1981 : 3 totems- Espace Musical
- 1985 : Mur magnétique
- 1988 : Le Bassin
- 1990 : Arbres lumineux
- 1993 : Cascades et vis d'Archimède de la station Reynerie du métro de Toulouse